# انگور سیستان
انگور مهم‌ترین محصول باغی در منطقه سیستان است که ارقام متنوعی از آن شامل انگور یاقوتی قرمز، یاقوتی سفید، فخری، سنگک، امیری، لعل، حاجی عباسی، چشم‌گاوی، قندهاری، مایه میش، غلامی، شست عروس و… در این سرزمین یافت می‌شوند.

## انگور روچه
روچه قرمز که رقم غالب تاکستان‌های سیستان است، از گروه انگورهای اروپایی Vitis vinifera و از انواع انگورهای بی‌دانه می‌باشد که به مصرف تازه خوری می‌رسد. این صفت بی‌دانگی در انگورهای رومیزی بسیار اهمیت داشته و نقش زیادی در بازارپسندی آنها دارد. از این رو، در حال حاضر، تحقیقات گسترده‌ای در جهان روی این صفت و انگورهای حائز آن متمرکز شده‌است. انگورهای بی‌دانه در واقع حاصل وقوع موتاسیون بوده و خاستگاه این دسته مهم از انگورهای جهان را ایران و افغانستان می‌دانند. با توجه به موقعیت جغرافیایی سیستان، بدون تردید این منطقه از مراکز پیدایش انگورهای بی‌دانه بوده‌است. شواهد باستان‌شناسی حاکی از قدمت چندهزار ساله کشت و کار و تنوع ارقام انگور در این منطقه، گواه متقنی بر این مدعاست.

### قدمت
شواهد باستان‌شناسی حاکی از قدمت چندهزار ساله کشت و کار و تنوع ارقام انگور در این منطقه، گواه درست و دقیقی بر این ادعاست. مهم‌ترین ویژگی انگور روچه قرمز سیستان که به آن نقشی ممتاز و بی‌بدیل می‌دهد، زودرسی و نوبرانه بودن آن است. روچه در شرایط اقلیمی این دشت، هفته اول خرداد ماه قابل عرضه به بازارمصرف است. این زمان از سال مصادف با بروز خلأ شدید در بازار میوه کشور و اوج تقاضای بازار است.

### خواص
انگور سیستانی دارای ویِژگی‌های خاصی نظیر عطر، طعم و جلوه و جلای ظاهری و منحصر به فرد است که در نوع خود یک مزیت نسبی به‌شمار می‌رود که باید به آن توجه کرد.

### مشخصات انگور روچه
مشخصات میوه انگور روچه سیستان به‌طور میانگین تعداد جبه در خوشه ۲۳۰ عدد حجم خوشه ۱۲۳ و نیم سی‌سی، وزن ۲۳۰ گرم، عرض ۷ و یک و طول ۱۱ و ۷۵ است. هر یک حبه دارای ۲۲ درصد مواد جامد محلول، دم آن ۶۵ درصد سانتی‌متر و حجم آن ۹۵ درصد سی‌سی و با یک و یک دهم طول و وزن یک گرم است.

## انگور یاقوتی سیستان
انگور یاقوتی، یکی از نژادهای انگور باارزش و قیمتی می‌باشد. نام یاقوتی به دلیل شکل، فرم و رنگ قرمز این انگور می‌باشد.
اگر چه تمامی نژادهای مربوط به انگور در نوع خود ارزشمند و مفید می‌باشند اما انگورهای قرمز بنا به رنگ زیبایی که دارند، همواره مورد توجه عامه مردم می‌باشند.
انگور یاقوتی، تحمل شرایط سخت آب و هوایی را دارد. آب و هوا ی سیستان کمک می‌کند تا انگور یاقوتی سیستان نسبتاً زودتر از دیگر مناطق ایران به دست آید.
انگور یاقوتی قرمز سیستان از گروه انگورهای اروپایی Vitis vinifera و از انواع انگورهای بی‌دانه است که به مصرف تازه‌خوری می‌رسد. صفت بی‌دانگی در انگورهای رومیزی بسیار اهمیت داشته و نقش زیادی در بازارپسندی آنها دارد.
بیش از هزار هکتار از باغ‌های منطقه سیستان به کشت انگور یاقوتی اختصاص یافته‌است.

### ویژگی
مهم‌ترین ویژگی انگور یاقوتی قرمز سیستان که به آن نقشی ممتاز و بی‌بدیل می‌دهد، زودرسی و نوبرانه بودن آن است. رقم یاقوتی قرمز در شرایط اقلیمی این دشت، هفته اول خرداد ماه قابل عرضه به بازار مصرف می‌باشد.